# غولوز
الغولوز (بالإنجليزية: Gulose)‏ هو سكر من السكريات السداسية الألديهيدية. وهو سكر أحادي نادر جدا في الطبيعة لكنه يوجد في البكتيريا القديمة والبكتيريا بصفة عامة وكذلك في الكائنات حقيقية النوى. وهو يوجد أيضا كشراب بمذاق حلو. وهو يذوب في الماء ويذوب جزئيا في الميثانول.كلا التوزعين الفراغيين L و D غير قابلين للتخمير بوساطة الخميرة. والغولوز هو صنو للغلاكتوز على ذرة الكربون رقم 3.